# Língua lâmbia
Lâmbia (Rambia) é uma língua banta da Tanzânia e do Maláui. No norte do Maláui é falado particularmente no Distrito de Chitipa.
Sukwa, uma vez pensado para ser um dialeto da língua nyakyusa, agora é considerado um dialeto de Lambya. em Sprache und Geschichte in Afrika vol 9, 15-115.</ref> A Pesquisa de Mapeamento de Línguas da Universidade do Maláui para o norte do Maláui (2006), concordando com isso, descobriu que as três línguas, Cilambya, Cindali]], e Cisukwa formam um único grupo dialeto, embora existam diferenças entre eles, especialmente entre Cilambya e os outros dois. Os exemplos abaixo vêm na ordem Lambya, Ndali, Sukwa:
- Pessoa = umunthu, umundu, umundu
- Gafanhoto = imphanzi, imbashi, imbasi
- Ecorpião = kalizga, kalisha, kalisya
- Milho = ivilombe, ifilombe, ifilombe
- Cão = imbwa, ukabwa, ukabwa
- Pássaro = chiyuni, kayuni, kayuni
- Lesma = inkhozo, ingofu, ingofo

## Escrita
A língua Lâmbia usa o alfabeto latino sem as letras L, Q, R, X. Usam-se as formas Ng e Ny.

## Amostra de texto
O “Language Mapping Survey “fornece mais vocabulário e também um texto curto (a Tartaruga e a Lebre) em todos os três dialetos. A versão Lambya da história é a seguinte:
UKALULU NU FULU (Lambia)
{{lang|lai|Mukaya mukaŵa izala. Po Ufulu akaya pakulaŵa ivyakulya ku ŵanthu. Nanthi ŵamupa ivyakulya vila akapotwagha ukuyamula chifukwa chakuti mupimpha. Chifukwa chinicho akapinyilira isaka kulukusa ulutali leka, lo akivwalika munsingo. Nanthi anda pakwenda isaka lira likamukonkhe zyanga munyumwa mwache.
Ŵoachili akwenda ukuya ku nyumba kwache, Ukalulu akiza munyuma. Akati alyenya isaka lira akanena ukuti: "Nalombola isaka, lyane!" Ufulu akiza ati "We Kalulu, isaka linilo lyane, enia ulukusa ulu imphinyiliye munsingo ukuti ponkwenda ingusaghe." Ukalulu akiza akana akati: "Pofwandi tuŵuke kwa mwene aye atulonganie." Ukalulu akati anena ŵunuŵo ŵakiza ŵaya kwa mwene kula. Umwene yula akadumula ukuti wadumule ulukusa lo Ufulu akavwala musingo nukusenda isaka lira ukumupa Ukalulu} 
Ukalulu akendagha, Ufulu akiza munyuma mwache. Akiza anena ukuti: "Nalombola umusinda wane!" Ukalulu akati "Asa! Wefulu umusinda tewako wane!" Ufulu akakana akati "Nalombola wane." Po ŵovyawa ŵunuŵu ŵosi ŵaŵiri ŵakiza ŵapangana ukuti ŵaye kwa mwene aye aŵalonganie. Kwa mwene kula inongwa yikiza yamunoghela Ufulu. Umwene akiza adumula ukuti ŵadumule umusinda wa Kalulu ŵamupe Ufulu. 
A história pode ser traduzida da seguinte forma:
Na aldeia houve uma fome. Então Tartaruga foi implorar comida às pessoas. Quando lhe deram aquela comida, ele não conseguiu carregá-la porque era baixinha. Por isso, amarrou um saco a uma corda muito comprida e a pendurou no pescoço. Enquanto ela caminhava, aquele saco a seguia.
Como ela estava indo para sua casa, a Lebre estava vindo atrás dele. Quando viu aquele saco, disse: "Encontrei-o, meu saco!" Tartaruga disse: "Lebre, este saco é meu! Veja esta corda que amarrei no pescoço para poder puxá-la ao caminhar." A Lebre negou dizendo: "É melhor irmos ao chefe para que ele possa decidir". Quando a Lebre disse isso, eles foram até aquele chefe. Aquele chefe julgou que deveriam cortar a corda da Tartaruga e pegar o saco e entregá-lo a Lebre.
Outro dia, quando a Lebre estava andando, Tartaruga veio atrás dela. Ele disse: "Encontrei, meu rabo!" Hare disse: "Bobagem! O rabo não é seu, é meu!" Tartaruga negou dizendo: "Encontrei, é meu". Como essa era a situação, ambos decidiram que deveriam ir ao chefe para que ele pudesse decidir. Na casa do chefe o caso foi a favor da Tartaruga. O chefe decidiu que deveriam cortar o rabo de Lebre e entregá-lo à Tartaruga.